# 凱薩琳·亞布雷希特
凱薩琳·亞布雷希特（英語：Katherine Albrecht）是美國消費者隱私權倡導者，消費者權利團體「CASPIAN」的創始人。擁有哈佛大學博士學位。
亞布雷希特以反對無線射頻辨識（RFID）技術而聞名，將RFID稱為「間諜芯片」（Spychip），認為其創造了「建立整個監控網絡的潛力」。她與莉茲·麥金泰爾合著的《Spychips: How Major Corporations and Government Plan to Track Your Every Move》在2005年出版，詳細介紹了全球公司和政府如何努力將 RFID 轉變為追蹤普通公民日常活動的方式。

## 外部連結
- 凱薩琳·亞布雷希特在互联网电影资料库（IMDb）上的資料（英文）